# 10399 Nishiharima
10399 Nishiharima è un asteroide della fascia principale. Scoperto nel 1997, presenta un'orbita caratterizzata da un semiasse maggiore pari a 2,3912837 UA e da un'eccentricità di 0,0774073, inclinata di 3,83546° rispetto all'eclittica.